# Степанівська волость (Ананьївський повіт)
Степанівська волость — історична адміністративно-територіальна одиниця Ананьївського повіту Херсонської губернії.
Станом на 1886 рік складалася з 10 поселень, 10 сільських громад. Населення — 3498 особа (1651 чоловічої статі та 1847 — жіночої), 291 дворове господарство.
|                     | Площа, десятин | У тому числі орної, дес. |
| ------------------- | -------------- | ------------------------ |
| Сільських громад    | 1302           | 1119                     |
| Приватної власності | 21471          | 4966                     |
| Казенної власності  | —              | —                        |
| Іншої власності     | 72             | 70                       |
| Загалом             | 22845          | 6155                     |

Найбільші поселення волості:
- Степанівка (Улянівка) — колишнє власницьке село за 40 верст від повітового міста, 369 особи, 74 двори, школа. За версту — православна церква, синагога, школа, постоялий двір, торжок через 2 тижні по неділях.
- Мар'яно-Чогодарівка (Грекова) — колишнє власницьке село, 304 (?) особи, 56 двори, школа, православна церква.